# Markea coccinea
Markea coccinea ist eine Pflanzenart aus der Gattung Markea innerhalb der Familie der Nachtschattengewächse. Die epiphytisch bis halbepiphytisch wachsende Pflanze kommt in Teilen Südamerikas vor.

## Beschreibung
Markea coccinea ist ein Strauch oder eine Kletterpflanze, die epiphytisch bis halbepiphytisch wächst und unbehaarte Zweige besitzt. Die Laubblätter stehen wechselständig und meist nicht an den Enden der Zweige gebüschelt. Die Blattspreite ist elliptisch bis umgekehrt lanzettlich, 13,0 bis 19,0 Zentimeter lang und 4,5 bis 6,0 Zentimeter breit und unbehaart. Nach vorn sind sie spitz zulaufend, an der Basis spitz bis abgestumpft. Der Blattstiel ist 0,5 bis 1,5 Zentimeter lang.
Die Blütenstände stehen in den Achseln an 15 bis 30 Zentimeter langen Blütenstandsstielen, an deren Enden die Blüten an 1,8 bis 2,5 Zentimeter langen Blütenstielen stehen. Der Kelch ist 2,2 bis 3,2 Zentimeter lang, ist an der Basis gewinkelt und mit lang-lanzettlichen bis lang-zugespitzten Kelchzähnen von 4 Millimeter Länge besetzt. Die Krone ist orange bis rot gefärbt und trichterförmig. An einer etwa 45 Millimeter langen und 3 Millimeter breiten Kronröhre stehen die bis zu 6 Millimeter langen, abgerundeten Kronlappen.
Die Frucht ist eine oval-zylindrische Beere mit einem Durchmesser von 5 Millimeter und einer Länge von 14 Millimeter. Sie enthält zahlreiche, kleine Samen.

## Vorkommen
Das Verbreitungsgebiet der Art liegt in Guyana, Surinam, Französisch-Guayana und Brasilien.

## Systematik und botanische Geschichte
Markea coccinea wurde 1792 von Louis Claude Marie Richard erstbeschrieben. Sie ist die Typusart der Gattung Markea.